# De Krook
La Bibliothèque De Krook est une médiathèque œuvrant pour la connaissance, la culture et l’innovation dans la ville belge de Gand. Il s’agit d’une initiative de la ville de Gand, de l’Université de Gand et de l’IMEC. Le bâtiment a ouvert ses portes le 10 mars 2017. Son nom fait référence au coude (« krook ») de l’Escaut et à son quartier, le Waalse Krook, où le bâtiment est maintenant implanté.

## Le projet De Krook
Le nouveau bâtiment fait partie d'un projet de rénovation urbaine qui permettra également de rénover l'ancien cirque d'hiver, entre autres. Le site a été redessiné avec une attention particulière pour les espaces verts et le confort des cyclistes. Les quais ont été abaissés et il y a des amarres pour bateaux de plaisance et bateaux-taxis sur le côté de la bibliothèque. Fin 2017 et début 2018, un pont relie le Brabantdam au Krook. Plusieurs rues des environs seront ensuite redessinées.
En mai 2018, De Krook a remporté le prix Real Estate Society Award pour la meilleure réalisation semi-publique,.

## Objectifs de De Krook
Outre sa fonction de bibliothèque, le bâtiment se veut un lieu de rencontre et offre la possibilité de découvrir de nouvelles technologies (impression 3D et réalité virtuelle), d'assister à des ateliers et de visiter des installations. La collaboration avec Université de Gand et l'Institut de microélectronique et composants permet au visiteur d'être informé des derniers développements en matière de technologie de l'information. Il y a un café de lecture au rez-de-chaussée.
La bibliothèque est accessible par une place ouverte, la place Miriam Makeba, du nom de la Sud-africaine Miriam Makeba, et par un nouveau pont pour piétons et cyclistes sur la Muinkschelde, le pont Albertina Sisula, qui porte le nom de la Sud-africaine Albertina Sisulu. Des bénévoles ont aidé à déplacer les collections de l'ancienne bibliothèque voisine de Woodrow Wilson vers le nouvel emplacement. Au total, environ 200 000 ouvrages ont dû être déplacées.

## Galerie

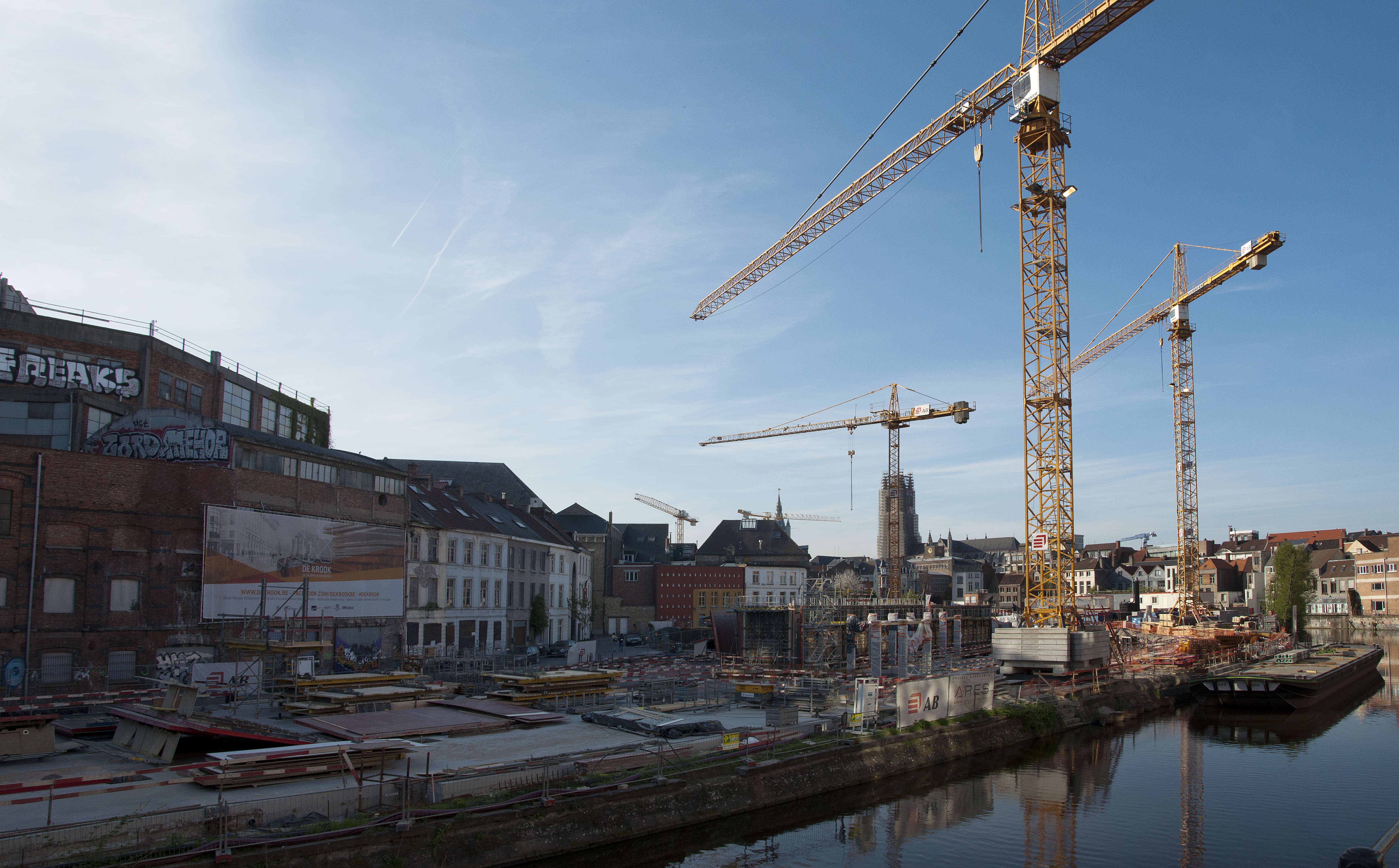
Le chantier en avril 2014
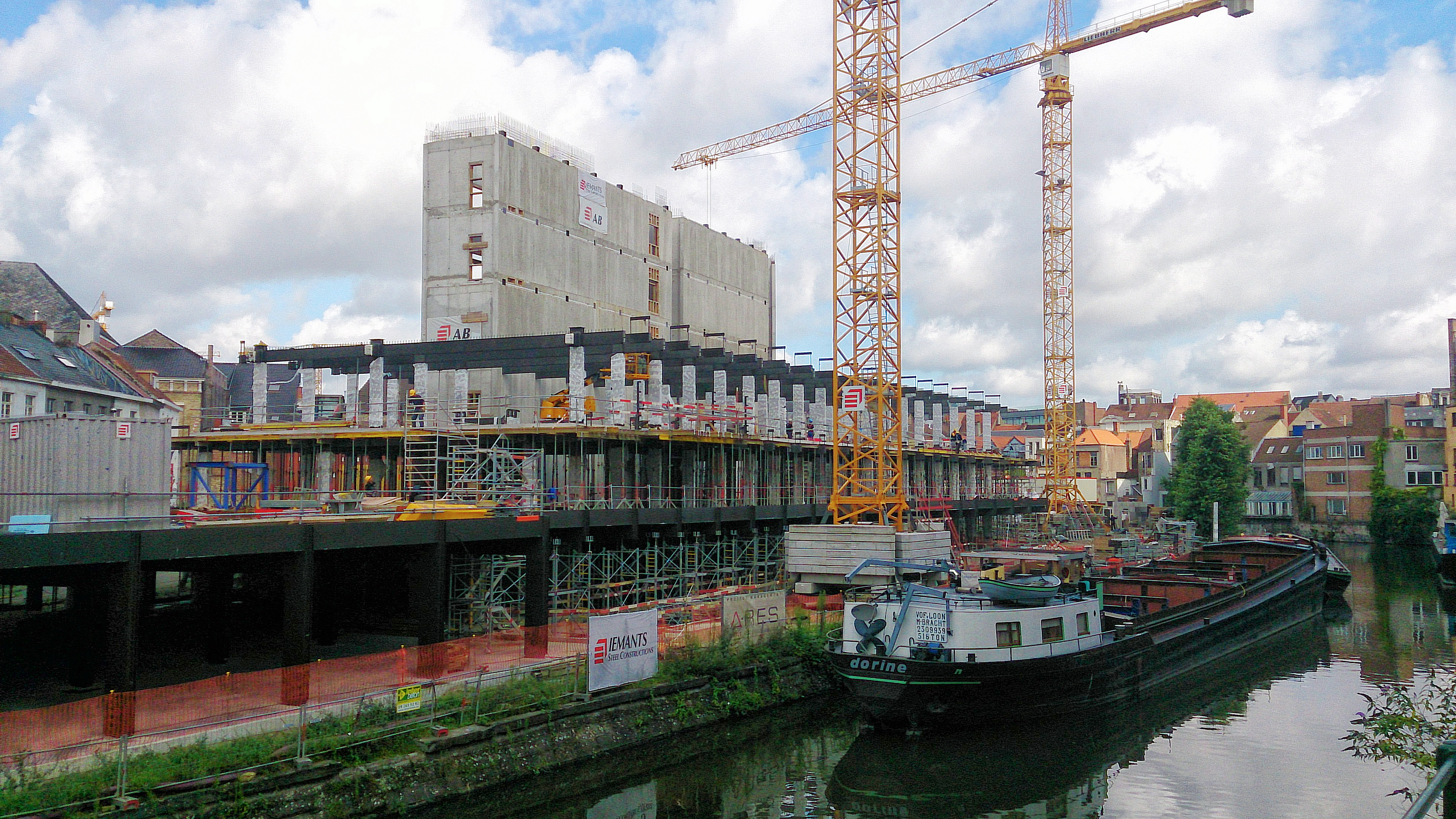
Le chantier en août 2014
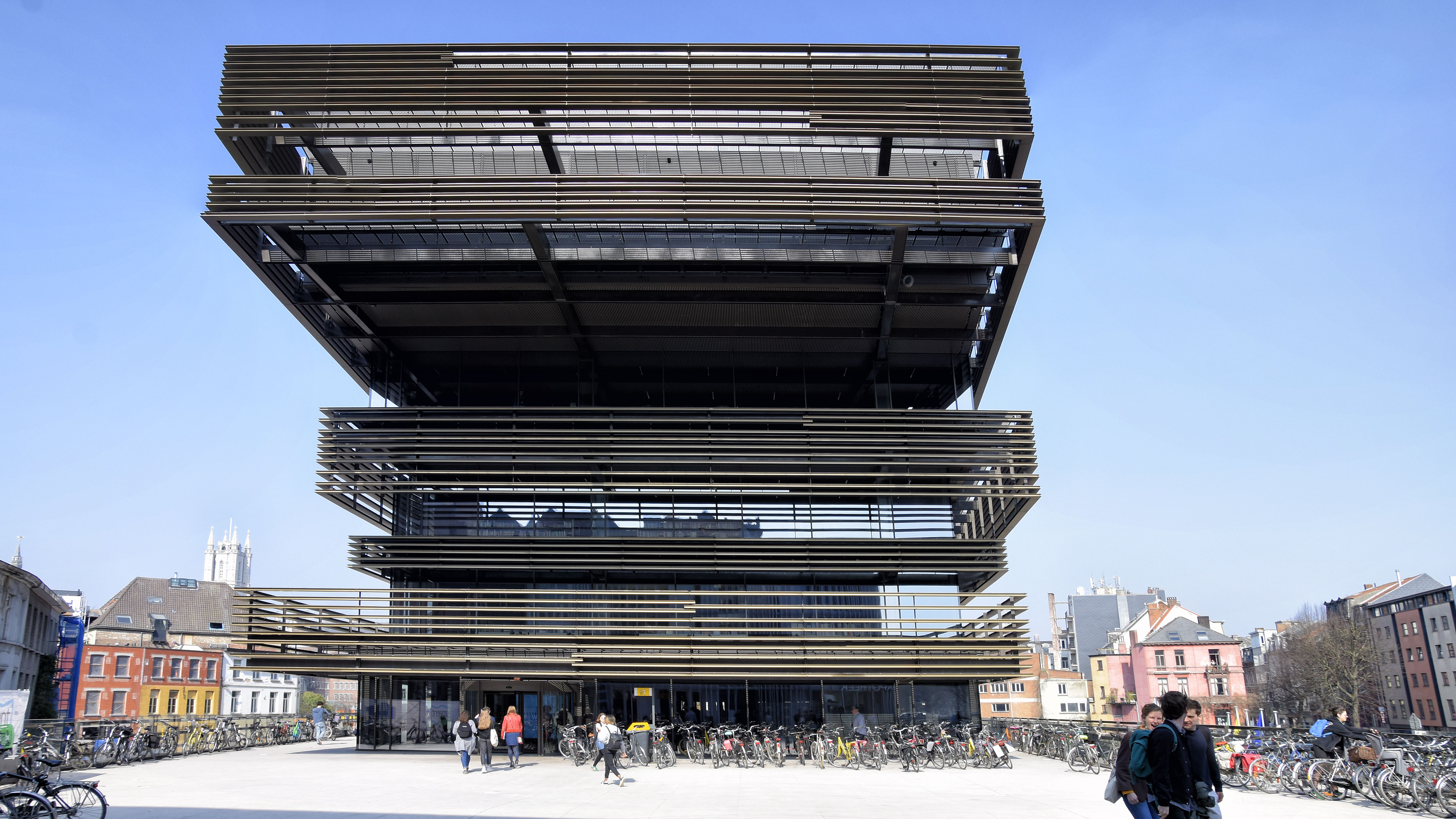
De Krook et la place à l'entrée
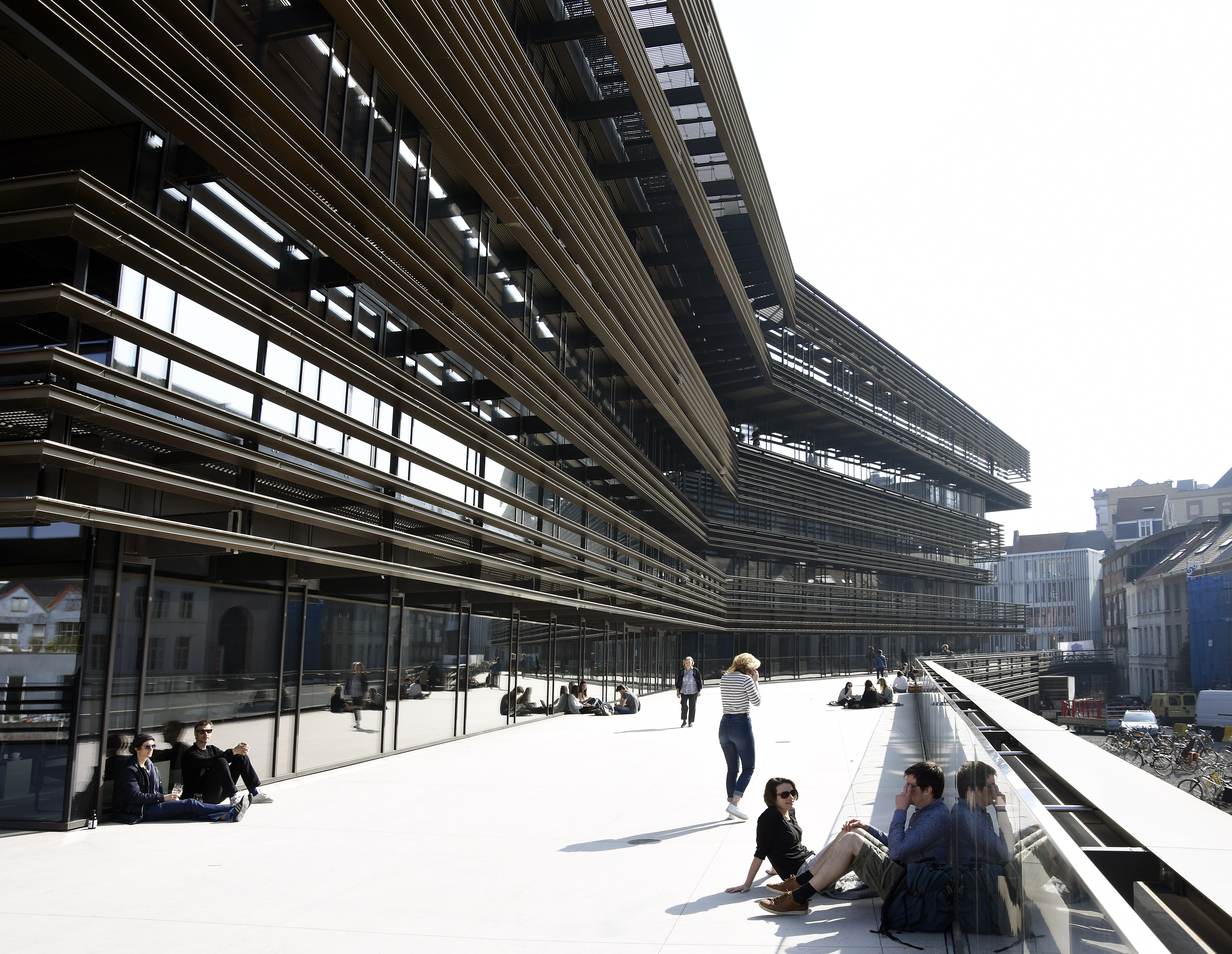
De Krook au Miriam Makebaplein
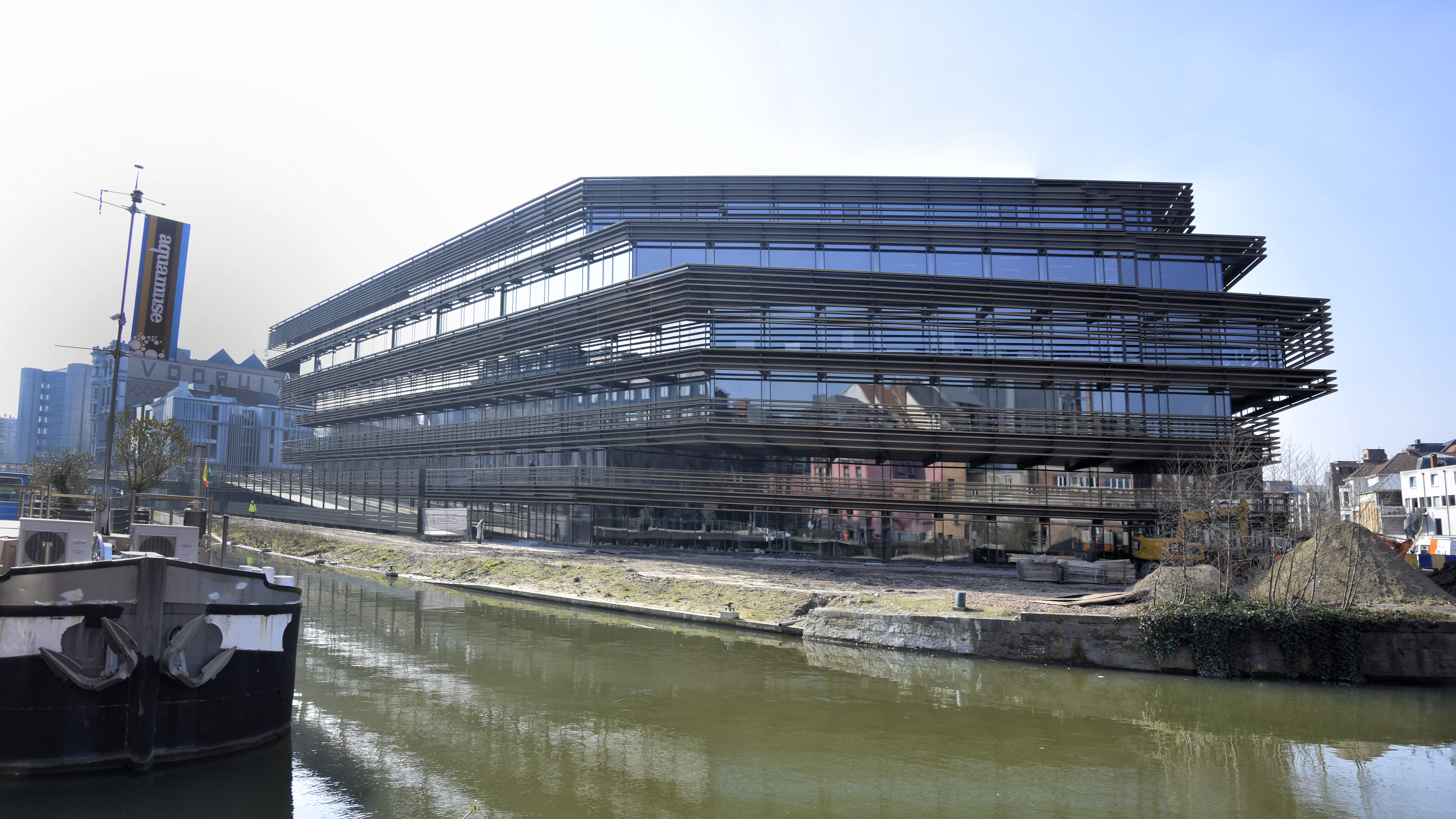
Le Krook sur le Muinkschelde
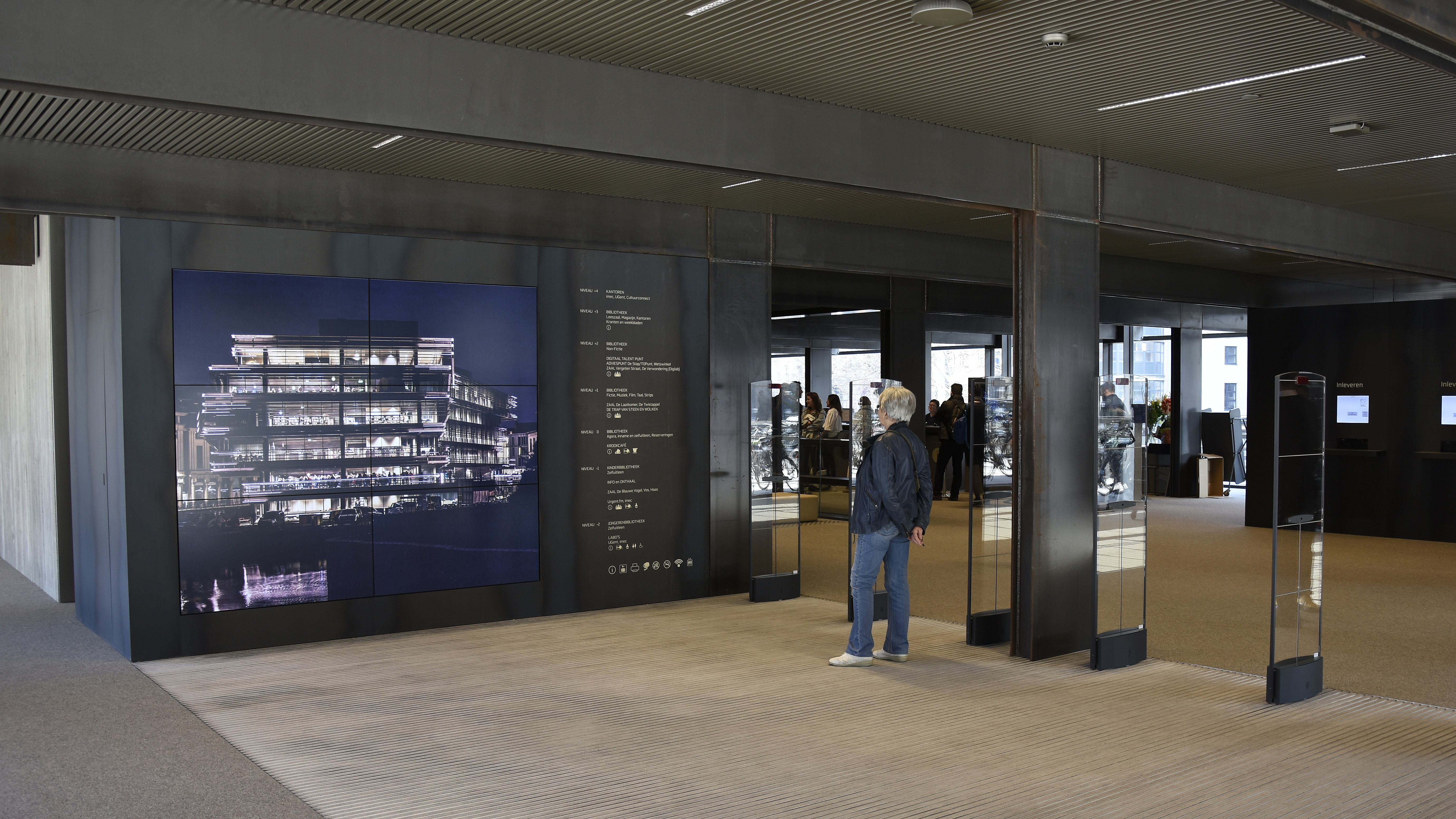
L'accès
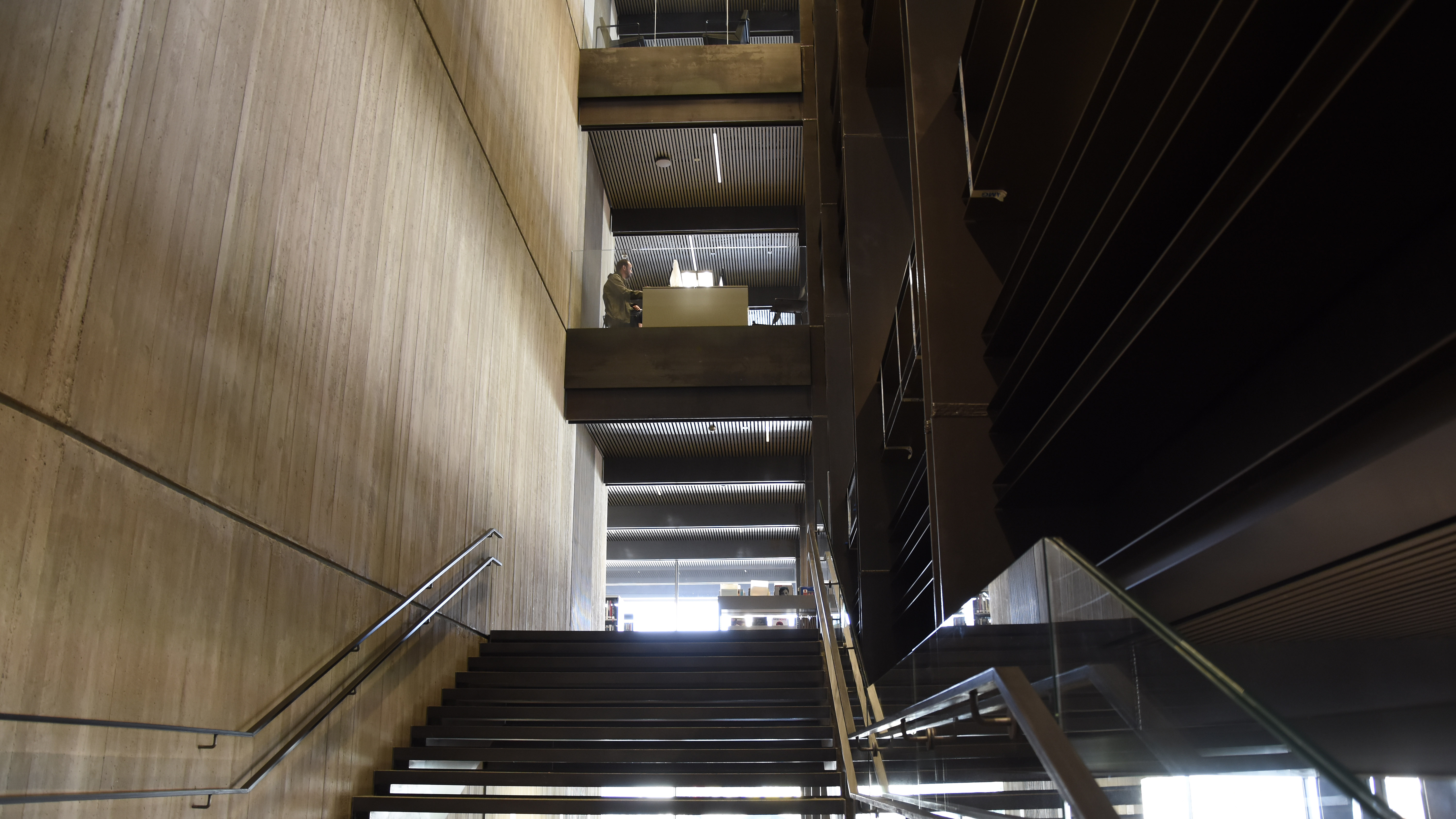
Une cage d'escalier